# Lissonota laevigata
Lissonota laevigata là một loài tò vò trong họ Ichneumonidae.